# Jean Sagnes
 (décembre 2018).
Jean Sagnes est un historien français né le 5 avril 1938 à Saint-Thibéry (Hérault). Il est un spécialiste de l’histoire contemporaine, notamment de la France et de l’histoire du Languedoc-Roussillon. Il a publié ou dirigé une quarantaine d'ouvrages et plus de 130 articles.

## Biographie
Source : 

### Enseignement et recherche
Né le 5 avril 1938 à Saint-Thibéry (Hérault), il a fait ses études secondaires au collège d’Agde (Hérault), puis a été étudiant  à la faculté des lettres de Montpellier de 1957 à 1962. Agrégé d’histoire (1969), il est docteur  de 3e cycle de l’université Paul Valéry-Montpellier III (1976) et docteur d’État ès-lettres et sciences humaines de l’université Paris VIII (1983).

D’abord professeur du second degré, il enseigne à l’université de Perpignan de 1972 à 1998 comme assistant, maître-assistant, maître de conférences puis professeur. Président du Centre de recherche sur les problèmes de la frontière de l’université de Perpignan (1986-1995), il a aussi été président du Centre d’histoire contemporaine du Languedoc méditerranéen et du Roussillon de l’université Paul Valéry-Montpellier III (1989-1995).a
De février 1992 à février 1997, il est président de l’université de Perpignan.

Il préside aussi, en 1995-1996, la Conférence académique des présidents d’université de l’académie de Montpellier. De 1985 à 1987, il a été membre élu du conseil national des universités (1985-1987).

Depuis 1998, à l’université de Perpignan Via Domitia, il est professeur émérite en même temps que membre du CRHISM (Centre de recherches historiques sur les sociétés méditerranéennes, équipe d’accueil 2984). Il fait partie du conseil de gestion de la Fondation de cette université depuis sa création en 2010.

### Édition
- Fondateur et responsable de la revue Les Cahiers de l’université de Perpignan (1986-1992).
- Fondateur des Presses Universitaires de Perpignan en 1992 (400 ouvrages parus).
- Directeur de la collection « Perpignan-Archives-Histoire » (Archives communales de Perpignan) de 1991 à 1999 (7 ouvrages parus).
- De 1999 à 2017, il a été directeur de la collection Univers de la France-Histoire des villes devenue Villes et territoires aux éditions Privat (Toulouse) (17 ouvrages parus).
- Il a été responsable de la rédaction du Bulletin du Centre d’histoire contemporaine du Languedoc méditerranéen et du Roussillon de l’université Paul Valéry-Montpellier III, membre du comité de rédaction de la revue Les Annales du Midi (1994-1998) et membre du comité de rédaction de la revue Études héraultaises.

### Vie intellectuelle
- Responsable des « Rencontres de Béziers » de 1990 à 2011 (22 colloques avec la participation de près de 150 chercheurs, universitaires en très grande majorité).
- Président d’Université et Recherches en Biterrois (URBI) de 2000 à 2023.
- Président du Groupe de Recherches Historiques Agathoises (GRHISTA) de 2008 à 2021.

## Publications
Source : 

### Histoire générale
- Histoire du syndicalisme dans le monde des origines à nos jours (Direction et collaboration), ouvrage publié avec le concours du ministère de l'Enseignement supérieur et de la Recherche, Privat, Toulouse, 1994.
- Parti communiste et parti socialiste, genèse d’un terminologie, Revue française de science politique, vol. 32, août-octobre 1982.

### Histoire contemporaine de la France
- The Vine Remembers. French Vignerons Recall Their Past (en collaboration avec Léo A. Loubére, Laura L. Frader et Rémy Pech), State University Press of  NewYork, Albany, 1985.
- Vincent Badie : Vive la République. Entretiens avec Jean Sagnes, Privat, Toulouse, 1987.
- Les Français et la guerre d’Espagne (Dir. et coll.), Actes du colloque de Perpignan., Université de Perpignan, 1990.
- Cent cinquante ans de Franc-maçonnerie en France (1789-1940) (Dir. et coll.), Béziers, 1992 (Réimpression, Les Presses littéraires, avec une préface de Jean-Robert Ragache, 2008).
- La Viticulture française aux XIXe et XXe siècles (Dir. et coll.), Presses du Languedoc, 1993.
- L’Espagne et la France à l’époque de la Révolution française (1793-1807), Actes du Colloque de Perpignan, Presses Universitaires de Perpignan, 1993 (Dir.).
- Images et influences de l’Espagne dans la France contemporaine (Dir. et coll.), Béziers, 1994.
- L’Enseignement du second degré en France au XXe siècle (Dir. et coll.), Béziers, 1995.
- Le Sport dans la France contemporaine (Dir. et coll.), Béziers, 1996.
- Il y a cent ans… La Renaissance des universités françaises, textes législatifs et débats parlementaires présentés par Jean Sagnes. Préface de François Bayrou, ministre de l’Éducation nationale, de l’enseignement supérieur et de la recherche et de Jean-Marc Monteil, premier vice-président de la Conférence des présidents d’université, CPU, Paris, 1996.
- La Ville en France aux XIXe et XXe siècles  (Dir. et coll.), Béziers, 1997, 136 p.
- Les Festivals de musique en France (Dir. et coll.), Béziers, 1998.
- Edgar Faure, homme politique et homme d’État (1908-1988)  (Dir. et coll.), Béziers, 1999.
- Jean Moulin et son temps (1899-1943) (Dir. et coll.), PUP, 2000.
- Deux siècles de tourisme en France (Dir. et coll.), PUP, 2001.
- Les Racines du socialisme de Louis-Napoléon Bonaparte, Toulouse, Privat, 2006 (Prix Napoléon III 2007).
- La Conception solidariste de la société dans les manuels de l’enseignement primaire supérieur sous la Troisième République, in Les Manuels scolaires, miroirs de la nation ?, L’Harmattan, 2007.
- Présentation et notes à Députés et sénateurs face à la crise du Midi en 1907, Archives départementales de l’Hérault, 2007.
- Introduction, notes et postface à Édouard Barthe, le combat d’un parlementaire sous Vichy. Journal des années de guerre (1940-1943), Sète, Singulières, 2007.
- Napoléon III : Le Parcours d’un saint-simonien  (association URBI (Université et Recherche en Biterrois)[4]), Sète, Éditions Singulières[5], 2008, br., 607, 16,5 × 23,5 cm (ISBN 2354780168 et 9782354780166, OCLC 470608444, BNF 41278333, SUDOC 123050073, présentation en ligne, lire en ligne [PDF])
- Jaurès, Aldacom, 2009.
- Le Vote des quatre-vingts – Le 10 juillet 1940 à Vichy, en coll. avec Jean Marielle (Préface de Bernard Accoyer, président de l'Assemblée nationale et de Gérard Larcher, président du Sénat), Comité en l'honneur des quatre-vingts parlementaires du 10 juillet 1940, éd. Talaia, 2010, 112 p.  (ISBN 978-2-917859-08-7).
- À Toulouse, de 1889 à 1893, l’entrée en socialisme de Jaurès : l’élaboration du jauressisme in Jaurès, enfant de Castres, Actes du colloque des 23 et 24 octobre 2009. Centre national et Musée Jean Jaurès, Castres, 2011.
- Écrire une biographie, pourquoi, comment ? L’Exemple de Napoléon III, in Historiens et Géographes, no 413, janvier-février 2011.
- Jean Moulin le plus illustre des Héraultais (Dir. avec Jean-Claude Richard), ATR, Le Caylar, 2012 (réimpr. 2001).
- Ils ont parlé à la jeunesse. Discours de distribution des prix (XIXe – XXe siècles). Jean Jaurès, Paul Valéry, Léon Blum, Jean Moulin, Jean de Lattre de Tassigny (en coll. avec Louis Secondy), Nouvelles Presses du Languedoc, 2013.
- Catalogue de l'exposition Jean Moulin (1899-1943), en coll. avec Alain D’Amato (d), Éditions Aldacom, 2013
- 1914, Jaurès contre la guerre. Discours et écrits présentés et commentés, Éd. Talaia, 2014.
- Autour de la figure de Jean Moulin. Héros et Résistances (Codir. et coll), Éd. du Mont, 2015.
- Ils voulaient changer le monde (François Arago,Flora Tristan, Jules Amigues, Marcellin Albert,Paul Vigné d'Octon, Cheng Tcheng, Maurices Morelly), Editions , Éd. du Mont, 2016.
- Petite histoire d'Occitanie, Pau, Éditions Cairn, coll. « Histoire », 2017, br, 216, 12 × 18 cm (ISBN 978-2-35068-558-8, présentation en ligne)
- Regards sur Napoléon III (En collaboration avec Christina Egli), Éditions du Mont, 2020, relié, 20 x 26,50 cm  (ISBN 978-2-490382-22-4).
- Un ouvrage célèbre mais méconnu : Extinction du paupérisme de Louis-Napoléon Bonaparte, Éditions Européennes, 2022 (également en édition allemande, anglaise, espagnole, italienne).

### Histoire contemporaine du Languedoc-Roussillon
- Le Mouvement de 1907 en Languedoc-Roussillon : de la révolte viticole à la révolte régionale, in Le Mouvement social, 1978, no 104, p. 3-30 Repris dans Campagnes et sociétés en Europe, 1830-1930 (sous la direction de Michel Pigenet et Gilles Pécout), Éditions de l’Atelier, 2005).
- Le Mouvement ouvrier en Languedoc, Privat, Toulouse, 1980.
- Le Midi rouge. Mythe et réalité, Anthropos, Paris, 1982.
- L’Hérault d’autrefois (en coll. avec Mireille Lacave), Horvath, Roanne, 1983.
- Le Pays catalan (Capcir-Cerdagne-Conflent-Roussillon-Vallespir) et le Fenouillédès (Dir. et coll.), 2 tomes, Société Nouvelle d’Éditions Régionales et de Diffusion, Pau, 1983 et 1985).
- Politique et syndicalisme en Languedoc, Université Paul Valéry-Montpellier III, 1986.
- L’Hérault dans la guerre 1939-1945. La vie quotidienne sous l’occupation, avec la collaboration de Jules Maurin, Horvath, Le Coteau, 1986.
- Histoire de Béziers  (Directeur de la publication), Toulouse, Éditions Privat, coll. « Pays et Villes de France », 2000 (1re éd. 1986), 351 p., 24 cm (ISBN 2708982400, OCLC 419881498, BNF 34872810, SUDOC 001091778, présentation en ligne).
- Histoire de Sète (Dir. et coll.), Privat, Toulouse, 1987.
- Jean Jaurès et le Languedoc viticole, Presses du Languedoc / Max Chaleil, 1988.
- Histoire de Frontignan (collaboration), Frontignan, 1989 (Dir. : Alain Degage).
- La Révolution dans l’Hérault (en coll. avec Michel Péronnet), Horvath, 1989.
- Les Députés de l’Hérault aux assemblées révolutionnaires (1789-1799), Lacour éditeur, 1996.
- L’Université de Perpignan au XVIIIe siècle (Dir. et coll.), PUP, 1996.
- 1907 en Languedoc et en Roussillon (en coll. avec Monique et Rémy Pech avec le concours de François Pic et Michel Vieux), Espace Sud Éditions, 1997.
- Nouvelle Histoire du Roussillon (Dir. et coll.), Éditorial Trabucaïre, 1999.
- Agde, 2600 ans d’histoire (Dir. et coll.), Toulouse, Privat, 2006.
- La Fraude à la charnière de deux siècles (XIXe et XXe siècles) dans le Midi viticole  in La loi du 1er août 1905 : cent ans de protection des consommateurs, La Documentation française, 2007. Repris dans la Revue des œnologues et des techniques viti-vinicoles et œnologiques, janvier, avril et juillet 2007.
- 1907, La Révolte du Midi de A à Z  (en collaboration avec Jean-Claude Séguéla), Aldacom, 2007.
- Présentation et notes à « Jules Rivals, L’âme terrienne », Éditions Singulières, 2007.
- La Révolte du Midi cent ans après, 1907-2007 (Dir. et coll.), PUP, 2008.
- Les Biterrois membres de l’Académie Française (Dir. et coll.), PUP, 2009.
- Le vote des 80. Le 10 juillet 1940 à Vichy (En coll. avec Jean Marielle), Talaia, 2010.
- "De Bordeaux à Vichy: l'opposition parlementaire à l'armistice et au régime né de l'armistice (du 14 au 29 juin 1940) " in "Juin 1940 à Bordeaux et en Gironde. Au coeur de la tourmente militaire et politique",sous la direction de Hubert Bonin et Bernard Lachaise, La Geste, 2022.

### Collaboration à des dictionnaires et à des encyclopédies
- Grand dictionnaire encyclopédique Larousse en 10 volumes, parus de 1982 à 1985.
- Enciclopèdia catalana, vol. 8, L’época dels nous moviments socials 1900-1930, Barcelona, 1995.
- Encyclopédie électronique Kléio des éditions Larousse, 1999-2000.
- Encyclopædia Universalis pour des articles d’histoire française, 2002.
- Dictionnaire biographique du mouvement ouvrier français (Dir. Jean Maitron), série 1871-1914 (tomes 11 à 15 parus de 1973 à 1977) et série 1914-1939 (tomes 16 à 43, 1981 à 1993) et t. 44, Biographies nouvelles, 1789-1939, 1997.
- Les Pyrénées-Orientales. Encyclopédie illustrée du Pays Catalan (Dir. Michel Demelin et Jean Reynal), Privat, 2002.
- Le Tarn. Encyclopédie illustrée (Dir. Michel Demelin et Alain Zambeaux), Privat, 2004.
- Hérault, Guides Gallimard, 2004.
- Dictionnaire de biographie héraultaise. Des origines à nos jours. Anciens diocèses de Maguelone-Montpellier, Béziers, Agde, Lodève et Saint-Pons (Dir. Pierre Clerc), Les Nouvelles Presses du Languedoc Éditeur, 2006.

## Expositions
- La révolte de 1907 en Languedoc-Roussillon, Office départemental d’action culturelle (ODAC) de Montpellier, 1986.
- Béziers capitale de l’art lyrique, ODAC de Montpellier, 1988.
- La vigne et le vin en Languedoc et en Roussillon. De la prospérité de la fin du XIXe siècle à la crise de 1907, en coll. avec Jean-Claude Séguéla et Alain D’Amato, Éditions Aldacom, 2011.
- Jean Jaurès (1859-1914), en coll. avec Alain D’Amato (d), Éditions Aldacom, 2012.
- Jean Moulin (1899-1943), en coll. avec Alain D’Amato, Éditions Aldacom, 2013.

## Distinctions

### Décorations
- Chevalier de l'ordre national du Mérite (1997).
- Officier de l'ordre des Palmes académiques (2001). chevalier en 1991
- Chevalier de la Légion d'honneur (2006).

### Récompenses
- Prix spécial du jury des Vendanges littéraires de Rivesaltes (2007) pour 1907, la révolte du Midi de A à Z (en coll. avec Jean-Claude Séguéla).
- Prix Napoléon III (2007) pour Les Racines du socialisme de Louis-Napoléon Bonaparte.
- Grand prix du bonapartisme (2008) pour Napoléon III : le Parcours d’un saint-simonien.